# Satis elucet maiorem habere vim ad discendum liberam curiositatem quam meticulosam necessitatem
Satis elucet maiorem habere vim ad discenda ista liberam curiositatem, quam meticulosam necessitatem è una locuzione latina lasciata da uno dei Padri della Chiesa cattolica, Sant'Agostino, nei suoi scritti di filosofia. La traduzione è: "È abbastanza chiaro che l'interesse spontaneo induce all'apprendimento, con maggior efficacia della costrizione, che incute timore".
Due delle condizioni principali che distinguono l'essere umano dagli altri animali  sono: l'intelligenza e la capacità del libero arbitrio, la volontà di saper e poter decidere. Queste due qualità sono alla base dell'apprendimento di tutto ciò che fa parte dell'universo culturale che circonda l'essere umano, quindi della vita stessa.
Ci sono alcune nozioni che, fin dalla nascita, vengono apprese "automaticamente, quasi per istinto, come per esempio: tenersi lontano dal fuoco, bere se si ha sete, mangiare se si ha fame etc. Altre informazioni, più elaborate, hanno bisogno da parte dell'uomo di un impegno cosciente, per poterle "studiare" e assimilare nel proprio bagaglio culturale.
Ora, è evidente che, se un qualcosa piace, interessa in maniera naturale ed è più quindi facile e maggiormente piacevole riuscire a immagazzinare informazioni e conoscenze relative a quel determinato argomento, a quella specifica materia, che può essere oggetto di studio o di passione (hobby). Accade quando si impara una poesia che piace particolarmente, o la trama di un film che appare molto bello, o anche quando si memorizzano le semplici formazioni delle squadre di calcio, etc.
Proprio per il possesso del libero arbitrio, nulla può la costrizione da parte di qualcuno che impone di imparare qualcosa, anche se tale atteggiamento può incutere paura; poiché la decisione di "voler imparare" è solo personale, un nostro patrimonio dell'uomo che nessuno può modificare.
Le cose che si amano di più - in definitiva e nella sostanza del detto latino in esame - sono anche le più facili da imparare e la soddisfazione è anche, quasi sempre, maggiore. Quando una persona riesce, attraverso lo studio, a realizzare sé stesso e ad esprimere poi le sue conoscenze, in una professione che gratifica, è un uomo felice; di conseguenza riesce ad essere bravo ed efficiente anche nel proprio lavoro, determinando quella situazione positiva che viene definita successo.